# 레퍼런스 데스크

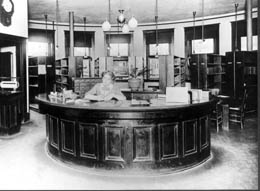
시애틀에 위치한 볼러드 카네기 도서관의 사서 모습

레퍼런스 데스크(reference desk)나 안내 데스크(information desk)는 도서관에서 전문 사서가 도서관 이용자에게 도서관 자료에 대한 안내, 도서관 소장품 및 서비스에 대한 조언, 다양한 출처에서 얻은 다양한 종류의 정보에 대한 전문 지식을 제공하는 공공 서비스 창구이다.

## 목적 및 사용법
도서관 이용자는 레퍼런스 데스크 직원에게 정보 검색에 대한 도움을 요청할 수 있다. 구조화된 참고 인터뷰를 통해 사서는 도서관 이용자와 협력하여 그들의 요구 사항을 명확히 하고 어떤 정보 소스가 이를 채울 것인지 결정한다. 의학적 비유를 빌리자면, 참고 사서는 정보 부족을 진단하고 치료한다.
제공되는 궁극적인 도움은 책이나 학술지 기사 형태의 자료 읽기, 도서관의 온라인 카탈로그 또는 구독 서지/전체 텍스트 데이터베이스와 같은 검색 가능한 특정 정보 자원의 사용 지침, 또는 단순히 도서관의 자료에서 가져온 사실 정보, 인쇄 또는 온라인 참고서로 구성될 수 있다. 정보는 전자 자료를 통해서도 고객에게 제공된다. 일반적으로 레퍼런스 데스크는 직접, 전화, 이메일 또는 온라인 채팅을 통해 상담할 수 있지만, 도서관 이용자는 보다 관련된 연구 질문에 대한 도움을 받기 위해 도서관을 직접 방문하도록 요청받을 수도 있다. 직원과 지식이 풍부한 레퍼런스 데스크는 도서관의 필수적인 부분이다.
레퍼런스 데스크에서 제공되는 서비스는 도서관의 유형, 목적, 자원, 직원에 따라 달라질 수 있다. 때로는 대출 및 레퍼런스 데스크 서비스가 결합된다.

## 같이 보기
- 도서관